# Sheridan (Montana)
Sheridan é uma cidade  localizada no estado americano de Montana, no Condado de Madison.

## Demografia
Segundo o censo americano de 2000, a sua população era de 659 habitantes.
Em 2006, foi estimada uma população de 699, um aumento de 40 (6.1%).

## Geografia
De acordo com o United States Census Bureau tem uma área de
2,7 km², dos quais 2,7 km² cobertos por terra e 0,0 km² cobertos por água. Sheridan localiza-se a aproximadamente 1559 m acima do nível do mar.

## Localidades na vizinhança
O diagrama seguinte representa as localidades num raio de 40 km ao redor de Sheridan.